# Show Opinião

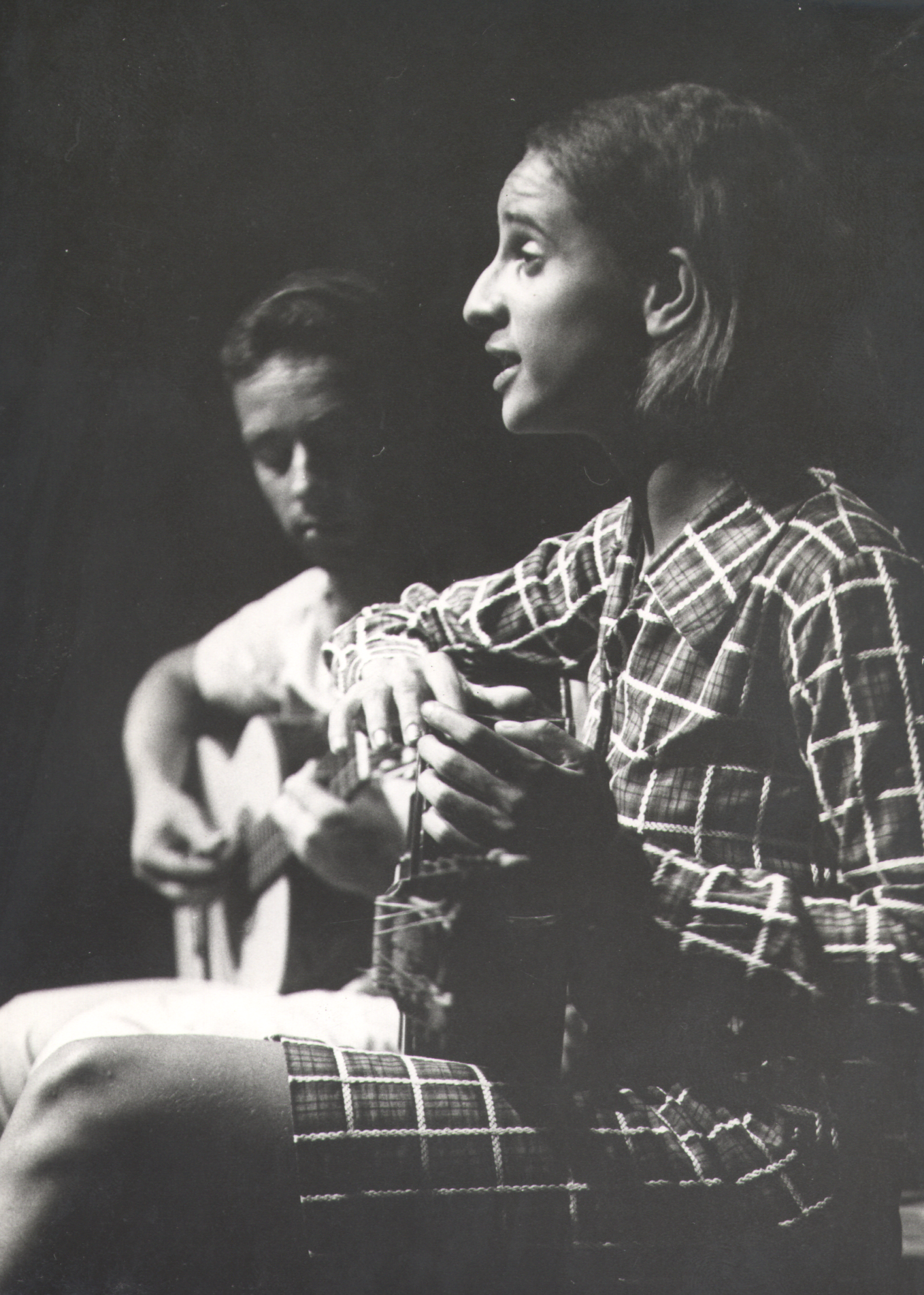
Maria Bethania na Peça Opinião, no Teatro de Arena

O Show Opinião foi um espetáculo musical, dirigido por Augusto Boal, produzido pelo Teatro de Arena e por integrantes do Centro Popular de Cultura da UNE - instituição que, a esta altura, havia sido colocada na ilegalidade pelo regime militar recentemente instaurado no Brasil. 
O elenco era formado por Nara Leão (depois substituída por Maria Bethania), João do Vale e Zé Kéti. Os atores-cantores intercalavam canções a narrações referentes à problemática social do país. O texto era assinado por Armando Costa (dramaturgo), Oduvaldo Vianna Filho e Paulo Pontes.
O show-manifesto estreou em 11 de dezembro de 1964, alguns meses depois do golpe militar, no teatro do Shopping Center Copacabana, sede do Teatro de Arena no Rio de Janeiro.
Opinião tornou-se uma referência na chamada "música de protesto" e é considerado um dos mais importantes da história da música popular brasileira. O registro do show deu origem ao álbum homônimo, lançado em 1965.

O espetáculo registrado durou 45 minutos e 47 segundos com distintas canções:
1. - Peba na Pimenta
2. - Pisa na Fulô
3. - Samba, Samba, Samba
4. - Partido alto
5. - Borandá
6. - Desafio
7. - Missa Agrária
8. - Carcará
9. - O Favelado
10. - Nêga Dina
11. - Incelança
12. - Deus e o Diabo na Terra do Sol
13. - Guantanamera
14. - Canção do Homem só
15. - Sina de Caboclo
16. - Opinião
17. - Malmequer
18. - Marcha de Rio 40 Graus
19. - Malvadeza Durão
20. - Esse Mundo é meu
21. - Deus e o Diabo na Terra do Sol
22. - Marcha da quarta-feira de cinzas
23. - Tiradentes
24. - Cicatriz